# Laimella longicauda
Laimella longicauda är en rundmaskart som beskrevs av Nathan Augustus Cobb 1920. Laimella longicauda ingår i släktet Laimella och familjen Comesomatidae. Inga underarter finns listade i Catalogue of Life.